# Attività correnti
Le attività correnti (AC) sono quelle attività che normalmente vengono impiegate dall'impresa nel suo normale ciclo operativo, generalmente della durata di un anno. Esse rappresentano una delle principali suddivisioni dell'attivo di stato patrimoniale.

## Suddivisione
Le attività correnti sono generalmente suddivise in:
- Liquidità: generalmente cassa, conti correnti, assegni, partecipazioni finanziarie a breve termine o ad alta liquidità
- Attività finanziarie correnti: partecipazioni azionarie non strategiche, titoli azionari a solo scopo remunerativo
- Scorte: sia di materie prime, semilavorati o prodotti finiti
- Crediti verso clienti: comprendono crediti di tipo commerciale e possono essere riscossi entro l'anno di chiusura dell'esercizio oppure essere crediti a lunga scadenza